# Ottendorf-Klethen
Ottendorf-Klethen war eine Gemeinde im niedersächsischen Landkreis Stade, die bis 1972 Bestand hatte. Sie bestand aus den Dörfern Ottendorf und Klethen.
Vor 1848 waren die Dörfer Ottendorf, das vermutlich ein Anbau von Klethen war, und Klethen noch zwei selbstständige Gemeinden, die zur Börde Ahlerstedt im Amt Harsefeld gehörten. Aufgrund der Nähe der Dörfer bildete man einen Gemeindeverband; die Gemeindeverwaltung befand sich in Ottendorf. Von 1964 bis 1972 gehörte die Gemeinde der Samtgemeinde Ahlerstedt an.
Im Zuge der Gebietsreform ging die Gemeinde Ottendorf-Klethen in die Gemeinde Ahlerstedt auf. Klethen wird heute mit zu Ottendorf zugerechnet.
Noch heute besteht zwischen den beiden Dörfern ein großes Zusammengehörigkeitsgefühl: Die beiden Ortsteile teilen sich eine Feuerwehr und diverse Vereine.